# Анатолики-Мани
Анатолики́-Ма́ни (греч. Δήμος Ανατολικής Μάνης) — община (дим) в Греции, в южной части полуострова Пелопоннеса, на полуострове Мани, на побережье заливов Месиниакос и Лаконикос. Входит в периферийную единицу Лаконию в периферии Пелопоннес. Население 13 005 жителей по переписи 2011 года. Площадь 619,277 квадратного километра. Плотность 21 человек на квадратный километр. Административный центр — Йитион, исторический центр — Ареополис. Димархом на местных выборах 2014 года избран Петрос Андреакос (Πέτρος Ανδρεάκος).
В 2011 году по программе «Калликратис» к общине Анатолики-Мани присоединены упразднённые общины Йитион, Итилон и Сминос.

## Административное деление

Административное деление общины:
1 — Йитион
2 — по часовой стрелке сверху: Сминос, Анатолики-Мани, Итилон

Община (дим) Анатолики-Мани делится на 4 общинные единицы.